# Vera Zvonarjova
Vera Igorevna Zvonarjova (ryska: Вера Игоревна Звонарёва; anges i svensk press ofta med den engelska transkriptionen Vera Zvonareva), född 7 september 1984 i Moskva, dåvarande Sovjetunionen, är en rysk högerhänt professionell tennisspelare.

## Tenniskarriären
Vera Zvonarjova blev professionell WTA-spelare i september 2000. Hon har till februari 2008 vunnit fem singel- och fyra dubbeltitlar på touren och två singeltitlar i ITF-arrangerade turneringar. Bland dubbelmeriterna märks tre titlar i Grand Slam-turneringar, varav två i mixed dubbel (de två senare räknas inte in bland WTA-titlarna). Hon har i prispengar spelat in 3 243 286 US dollar.
Zvonarjova har vunnit sina singeltitlar i Tier III-turneringar perioden 2003-06. Den första titeln, på grus i Bol i Kroatien, vann hon genom finalseger över Conchita Martínez (6-1, 6-3). Säsongerna därpå, 2004 och 2005, vann hon singeltiteln på hard-court i Memphis genom finalsegrar över Lisa Raymond (2004) och Meghann Shaughnessy (2005). Sina sista två titlar vann hon båda 2006, Birmingham på gräs (finalseger över Jamea Jackson) och Cincinnati på hard-court (finalseger över Katarina Srebotnik).
Sina största framgångar har Zvonarjova vunnit i dubbel. Hon vann sin första GS-titel i mixed dubbel 2004 i US Open tillsammans med Bob Bryan. I finalen besegrades paret Alicia Molik & Todd Woodbridge med 6-3, 6-4. Sin andra GS-titel, också den i mixed dubbel, vann hon 2006 i Wimbledonmästerskapen tillsammans med israelen Andy Ram genom finalseger över Venus Williams & Bob Bryan (6-3, 6-2). I september 2006 vann hon dubbeltiteln i US Open tillsammans med Nathalie Dechy genom finalseger över Dinara Safina & Katarina Srebotnik med siffrorna 7-6, 7-5.
Under säsongen 2007 tvingades Zvonarjova till ett flera månader långt speluppehåll på grund av vristskador som följdes av en axelskada i samband med återkomsten på touren. I januari 2008 tvingades hon åter till ett speluppehåll på grund av en vristskada. 
Vera Zvonarjova deltog i det ryska Fed Cup-laget 2003-04. Hon har spelat totalt 6 matcher för laget och vunnit 4 av dem.
I Wimbledon 2010 gick hon för första gången fram till final i singel, sedan hon besegrat den oseedade överraskningen Tsvetana Pironkova i semifinalen med 3-6, 6-3, 6-2.  I finalen förlorade hon mot Serena Williams med 3-6, 2-6. I US Open samma år förlorade hon finalen mot belgiskan Kim Clijsters med utklassningssiffrorna 6-2, 6-1.

## Spelaren och personen
Vera Zvonarjovas började spela tennis som 6-åring under ledning av sin mor. Zvonarjova utvecklades till en typisk baslinjspelare (för en definition se artikeln Grundslag) utan särskilt favoritunderlag. 
Vid sidan av tennisen gillar hon simning, löpning, volleyboll och hockey. 

## Grand Slam-titlar
- Wimbledonmästerskapen
  - Mixed dubbel - 2006 (med Andy Ram)
- US Open
  - Dubbel - 2006 (med Nathalie Dechy)
  - Mixed dubbel - 2004 (med Bob Bryan)

## Övriga WTA-titlar

### Singel (8)
- 2009 - Pattaya
- 2008 - Prag, Guangzhou
- 2006 - Birmingham, Cincinnati
- 2005 - Memphis
- 2004 - Memphis
- 2003 - Bol

### Dubbel (3)
- 2006 - Auckland (med Jelena Lichovtseva)
- 2005 - Berlin (med Jelena Lichovtseva)
- 2004 - Moskva (med Anastasija Myskina).